# Ru’ajsat an-Natur
Ru’ajsat an-Natur (arab. ‏رويسة الناطور‎, Ruʾaysat an-Nāṭūr; fr. Rouaïsset en Nâtoûr), także Ajn Hazir (arab. ‏عين حزير‎, ʿAyn Ḥazīr; fr. Aïn Hazir) – szczyt górski w środkowym Libanie, w paśmie Libanu, na granicy muhafaz Dżabal Lubnan i Bekaa. Wznosi się na wysokość 1798 m n.p.m.
U podnóża szczytu położone są miejscowości Hakl Hammana oraz Dahr al-Harf.